# Achtererfgebied
Het achtererfgebied wordt gedefinieerd in bijlage II van het Nederlandse Besluit omgevingsrecht en luidt als volgt: "erf achter de lijn die het hoofdgebouw doorkruist op 1 meter achter de voorkant en van daaruit evenwijdig loopt met het aangrenzend openbaar toegankelijk gebied, zonder het hoofdgebouw opnieuw te doorkruisen of in het erf achter het hoofdgebouw te komen".
De definitie wordt onder andere gebruikt om te bepalen waar iets vergunningvrij gebouwd mag worden. Ze moet worden gezien in samenhang met het begrip bebouwingsgebied.

## Geschiedenis
Met de introductie van de Wet algemene bepalingen omgevingsrecht op 1 oktober 2010 is het begrip achtererfgebied ontstaan. Dit was de vervanging van het begrip achtererf dat in het Besluit bouwvergunningvrij en licht-bouwvergunningplichtige bouwwerken (Bblb) werd gehanteerd.

## Uitleg
Op het achtererfgebied van een gebouw mag onder voorwaarden zonder omgevingsvergunning een bij het hoofdgebouw behorend bouwwerk gebouwd worden. Een gebouw heeft een achtererfgebied dat begint met een virtuele lijn die een meter achter de voorgevel evenwijdig aan de straat of stoep loopt. Bij een hoekpand zijn er twee van die virtuele lijnen, allebei evenwijdig aan de openbare ruimte (of weg). Dit is ongeacht de diepte van de voor- of achtertuin of perceel. Het geldt voor alle hoofdgebouwen op een perceel, dus ook voor bedrijfspanden. In het achtererfgebied mogen alleen bijbehorende bouwwerken worden gebouwd. 